# Кравс Михайло Андрійович
Михайло Андрійович Кравс — солдат Збройних Сил України, учасник російсько-української війни, що загинув у ході російського вторгнення в Україну в 2022 році.

## Життєпис
Михайло Кравс народився 28 листопада 1985 року в місті Рудки на Львівщині. У 2003 році закінчив Рудківську середню загальноосвітню школу І–ІІІ ступенів імені Володимира Жеребного. З початком повномасштабного російського вторгнення в Україну повернувся з-за кордону й відразу став до лав ЗСУ. Загинув Михайло Кравс 30 березня 2022 року в боях на Луганщині. Чин прощання із загиблим пройшов 5 квітня 2022 року у храмі УГКЦ Пресвятої Євхаристії м. Рудки.

## Родина
У загиблого залишилися мама Ірина, сини Богдан і Станіслав та бабуся Софія.

## Ушанування пам'яті
У зв'язку із загибеллю Михайла Кравса з 3 по 5 квітня 2022 року на території Рудківської міської громади були оголошені дні скорботи.

## Нагороди
- Орден «За мужність» III ступеня (2022, посмертно) — за особисту мужність і самовіддані дії, виявлені у захисті державного суверенітету та територіальної цілісності України, вірність військовій присязі[5]